# John Osborne
John James Osborne (Londra, 12 dicembre 1929 – Clun, 24 dicembre 1994) è stato un drammaturgo britannico.

## Biografia
John Osborne nacque a Londra nel 1929, da una famiglia borghese poco agiata. Avendo avuto da sempre un grande interesse per il teatro, a diciannove anni cominciò a lavorare come attore e poi come commediografo. Nel 1956 venne accettato nella English Stage Company e conquistò inaspettatamente la celebrità con la commedia Ricorda con rabbia; l'opera teatrale tenne cartello per 18 mesi a Londra, dopo esser stata rifiutata da molti impresari, e a dispetto delle critiche stroncatorie. Il suo successo era dovuto al fatto che larghi settori di pubblico, specie giovanile e intellettuale, vi trovavano espressi senza peli sulla lingua i loro problemi. In quell'opera, come in quelle che seguirono, l'establishment britannico era travolto da un'ondata di ribellione violenta, globale, dissacrante.
Nel 1964 vinse il premio Oscar alla migliore sceneggiatura non originale per il film Tom Jones. All'anno successivo risale la composizione di Un patriota per me, dramma ispirato alla vita del colonnello Alfred Redl, da cui il regista ungherese István Szabó trasse il film Il colonnello Redl (1985). 
Recitò inoltre con Michael Caine nel film Carter (1971). 
Morì nel 1994, pochi giorni dopo aver compiuto 65 anni.

## Vita privata
Ebbe un'esistenza turbolenta e controversa, a partire dalle numerose relazioni sentimentali, sino al rapporto conflittuale con sua figlia Nolan. Si sposò cinque volte:
- Pamela Lane, attrice (1951 - 1957)
- Mary Ure, attrice (1957 - 1963)
- Penelope Gilliatt, drammaturga e critica cinematografica (1963 - 1968)
- Jill Bennett, attrice (1968 - 1977)
- Helen Osborne, giornalista e critica d'arte (1978 - 1994)